# Lamar Hunt U.S. Open Cup 2011
De Lamar Hunt U.S. Open Cup 2011 was een Amerikaans voetbaltoernooi, dat begon op 14 juni 2011 en eindigde met de finale op 4 oktober 2011. De titelhouder was Seattle Sounders FC die in 2010 in de finale Columbus Crew met 2-1 te verslaan.

## Kwalificatiewedstrijden MLS

#### Play-in Round
|                         |                                        |         |                                             |                                                                  |
| 29 maart 2011 19:00 PST | Chivas USA                             | 0 – 2   | Portland Timbers                            | Merlo Field Toeschouwers: 5.061 (SO) Scheidsrechter: Juan Guzman |
| 29 maart 2011 19:00 PST | Mondaini 14' Boyens 35', 43' Braun 49' | Verslag | Purdy 74' Jewsbury 84' Brunner 86' Hall 89' | Merlo Field Toeschouwers: 5.061 (SO) Scheidsrechter: Juan Guzman |

|                        |                                                           |                       |                                             |                                                                       |
| 6 april 2011 19:30 EST | Philadelphia Union                                        | 2 – 2 (na verlenging) | D.C. United                                 | Maryland SoccerPlex Toeschouwers: 2.347 Scheidsrechter: Andrew Chapin |
| 6 april 2011 19:30 EST | Ruiz 18' Ruiz 73' Valdes 39', 86' Nowak 118' Carroll 118' | Verslag               | Fred 25' Wolff 45' Jaković 70' Woolard 111' | Maryland SoccerPlex Toeschouwers: 2.347 Scheidsrechter: Andrew Chapin |
| 6 april 2011 19:30 EST | Strafschoppen                                             |                       |                                             | Maryland SoccerPlex Toeschouwers: 2.347 Scheidsrechter: Andrew Chapin |
| 6 april 2011 19:30 EST | Le Toux McInerney Torres Nakazawa                         | 2 – 4                 | Pontius Barklage Najar Bošković             | Maryland SoccerPlex Toeschouwers: 2.347 Scheidsrechter: Andrew Chapin |

#### Halve finales
|               |                 |         |                         |                               |
| 30 maart 2011 | Colorado Rapids | 1 – 2   | Chicago Fire            | Stadion: Shea Stadium, Peoria |
| 30 maart 2011 | Akpan 46'       | Verslag | 45' Puerari 61' Anibaba | Stadion: Shea Stadium, Peoria |
| 30 maart 2011 |                 |         |                         | Stadion: Shea Stadium, Peoria |
| 30 maart 2011 |                 |         |                         | Stadion: Shea Stadium, Peoria |
|               |                 |         |                         |                               |

|                        |                       |                       |                                                |                                                                    |
| 6 april 2011 19:00 CDT | Sporting Kansas City  | 1 – 0 (na verlenging) | Houston Dynamo                                 | Stadion: Aggie Soccer Stadium, College Station Toeschouwers: 2.383 |
| 6 april 2011 19:00 CDT | Bravo 46+' Sapong 92' | Report                | Sarkodie 5' Palmer 43' Chabala 65' Boswell 73' | Stadion: Aggie Soccer Stadium, College Station Toeschouwers: 2.383 |
| 6 april 2011 19:00 CDT |                       |                       |                                                | Stadion: Aggie Soccer Stadium, College Station Toeschouwers: 2.383 |
| 6 april 2011 19:00 CDT |                       |                       |                                                | Stadion: Aggie Soccer Stadium, College Station Toeschouwers: 2.383 |
|                        |                       |                       |                                                |                                                                    |

|                         |                         |         |                   |                                     |
| 26 april 2011 19:30 EDT | New England Revolution  | 3 – 2   | DC United         | Stadion: Maryland SoccerPlex, Boyds |
| 26 april 2011 19:30 EDT | Dube 37', 47' Koger 67' | Verslag | Bošković 73', 83' | Stadion: Maryland SoccerPlex, Boyds |
| 26 april 2011 19:30 EDT |                         |         |                   | Stadion: Maryland SoccerPlex, Boyds |
| 26 april 2011 19:30 EDT |                         |         |                   | Stadion: Maryland SoccerPlex, Boyds |
|                         |                         |         |                   |                                     |

|                      |                      |                       |                  |                                                                |
| 3 mei 2011 19:30 PDT | San Jose Earthquakes | 1 – 0 (na verlenging) | Portland Timbers | Stadion: Jeld-Wen Field, Portland, Oregon Toeschouwers: 11.412 |
| 3 mei 2011 19:30 PDT | Opara 120'           |                       |                  | Stadion: Jeld-Wen Field, Portland, Oregon Toeschouwers: 11.412 |
| 3 mei 2011 19:30 PDT |                      |                       |                  | Stadion: Jeld-Wen Field, Portland, Oregon Toeschouwers: 11.412 |
| 3 mei 2011 19:30 PDT |                      |                       |                  | Stadion: Jeld-Wen Field, Portland, Oregon Toeschouwers: 11.412 |
|                      |                      |                       |                  |                                                                |

### Finales
|                       |                        |                     |                           | |
| 24 mei 2011 19:30 PDT | Chicago Fire           | 2 – 2 (nv) 5–4 pen. | San Jose Earthquakes      | Stadion: Buck Shaw Stadium, Santa Clara, Californië Toeschouwers: 4.124 Scheidsrechter: Daniel Radford |
| 24 mei 2011 19:30 PDT | Barouch 61' Cuesta 76' | Verslag             | McLoughlin 14' Morrow 43' | Stadion: Buck Shaw Stadium, Santa Clara, Californië Toeschouwers: 4.124 Scheidsrechter: Daniel Radford |
| 24 mei 2011 19:30 PDT |                        |                     |                           | Stadion: Buck Shaw Stadium, Santa Clara, Californië Toeschouwers: 4.124 Scheidsrechter: Daniel Radford |
| 24 mei 2011 19:30 PDT |                        |                     |                           | Stadion: Buck Shaw Stadium, Santa Clara, Californië Toeschouwers: 4.124 Scheidsrechter: Daniel Radford |
|                       |                        |                     |                           | |

|             |                        |         |                                                                                        | |
| 25 mei 2011 | New England Revolution | 0 – 5   | Sporting Kansas City                                                                   | Stadion: Blue Valley District Athletic Center, Overland Park, Kansas Toeschouwers: 1,228 Scheidsrechter: Sorin Stoica |
| 25 mei 2011 |                        | Verslag | 9' Chance Myers 19' Chance Myers 24' C. J. Sapong 81' Aurélien Collin 88' C. J. Sapong | Stadion: Blue Valley District Athletic Center, Overland Park, Kansas Toeschouwers: 1,228 Scheidsrechter: Sorin Stoica |
| 25 mei 2011 |                        |         |                                                                                        | Stadion: Blue Valley District Athletic Center, Overland Park, Kansas Toeschouwers: 1,228 Scheidsrechter: Sorin Stoica |
| 25 mei 2011 |                        |         |                                                                                        | Stadion: Blue Valley District Athletic Center, Overland Park, Kansas Toeschouwers: 1,228 Scheidsrechter: Sorin Stoica |
|             |                        |         |                                                                                        | |

## Gekwalificeerde teams

### Tier 1: MLS
- Los Angeles Galaxy
- Real Salt Lake
- Red Bull New York
- FC Dallas
- Columbus Crew
- Seattle Sounders

### Tier 3: USL Pro League
- Charleston Battery
- Charlotte Eagles
- Dayton Dutch Lions
- FC New York
- Harrisburg City Islanders
- Los Angeles Blues
- Orlando City
- Pittsburgh Riverhounds
- Richmond Kickers
- Rochester Rhinos
- Wilmington Hammerheads

### Tier 4: Premier Development League
- Carolina Dynamo
- Central Florida Kraze
- Chicago Fire Premier
- Chivas El Paso Patriots
- Kitsap Pumas
- Reading United
- Real Colorado Foxes
- Ventura County Fusion
- Western Mass Pioneers

### Tier 5: National Premier Soccer League
- Brooklyn Italians
- Chattanooga FC
- Hollywood United Hitmen
- Madison 56ers

### Tier 6: USASA
- A.A.C. Eagles
- Doxa Italia
- DV8 Defenders
- Iowa Menace
- ASC New Stars
- New York Pancyprian-Freedoms
- Phoenix SC
- Regals FC

## Speeldagen
| Datum       | Ronde        | Opmerking                                                                                 |
| ----------- | ------------ | ----------------------------------------------------------------------------------------- |
| 14 juni     | Eerste ronde | 32 USL en USASA clubs starten in deze ronde                                               |
| 21 juni     | Tweede ronde |                                                                                           |
| 28 juni     | Derde ronde  | 8 MLS clubs beginnen in deze ronde, elke team speelt tegen de winnaar van de tweede ronde |
| 14 juli     | Kwartfinale  |                                                                                           |
| 30 augustus | Halve finale |                                                                                           |
| 4 oktober   | Finale       |                                                                                           |

## Uitslagen

### Eerste ronde
|              |                          |       |                   |                                 |
| 14 juni 2011 | NY Pancyprian-Freedoms   | 2 – 1 | Brooklyn Italians | Stadion: Belson Stadium, Queens |
| 14 juni 2011 | Dimitrov 66' Andreou 81' |       | Samuel 80'        | Stadion: Belson Stadium, Queens |
| 14 juni 2011 |                          |       |                   | Stadion: Belson Stadium, Queens |
| 14 juni 2011 |                          |       |                   | Stadion: Belson Stadium, Queens |
|              |                          |       |                   |                                 |

|              |             |       |                       |                           |
| 14 juni 2011 | FC New York | 3 – 0 | Western Mass Pioneers | Stadion: Met Oval, Queens |
| 14 juni 2011 |             |       |                       | Stadion: Met Oval, Queens |
| 14 juni 2011 |             |       |                       | Stadion: Met Oval, Queens |
| 14 juni 2011 |             |       |                       | Stadion: Met Oval, Queens |
|              |             |       |                       |                           |

|              |                           |       |                |                                             |
| 14 juni 2011 | Harrisburg City Islanders | 2 – 1 | Reading United | Stadion: Skyline Sports Complex, Harrisburg |
| 14 juni 2011 |                           |       |                | Stadion: Skyline Sports Complex, Harrisburg |
| 14 juni 2011 |                           |       |                | Stadion: Skyline Sports Complex, Harrisburg |
| 14 juni 2011 |                           |       |                | Stadion: Skyline Sports Complex, Harrisburg |
|              |                           |       |                |                                             |

|              |                              |       |             |                                      |
| 14 juni 2011 | Rochester Rhinos             | 2 – 1 | Phoenix SC  | Stadion: Sahlen's Stadium, Rochester |
| 14 juni 2011 | Banks 27' Hamilton 55' (pen) |       | Rowling 71' | Stadion: Sahlen's Stadium, Rochester |
| 14 juni 2011 |                              |       |             | Stadion: Sahlen's Stadium, Rochester |
| 14 juni 2011 |                              |       |             | Stadion: Sahlen's Stadium, Rochester |
|              |                              |       |             |                                      |

|              |                        |       |                |                                                |
| 14 juni 2011 | Pittsburgh Riverhounds | 3 – 2 | Chattanooga FC | Stadion: Chartiers Valley Stadium, Bridgeville |
| 14 juni 2011 |                        |       |                | Stadion: Chartiers Valley Stadium, Bridgeville |
| 14 juni 2011 |                        |       |                | Stadion: Chartiers Valley Stadium, Bridgeville |
| 14 juni 2011 |                        |       |                | Stadion: Chartiers Valley Stadium, Bridgeville |
|              |                        |       |                |                                                |

|                    |                  |       |                    |                                 |
| 14 juni 2011 17:00 | Richmond Kickers | 4 – 1 | Dayton Dutch Lions | Stadion: City Stadium, Richmond |
| 14 juni 2011 17:00 | Verslag          |       |                    | Stadion: City Stadium, Richmond |
| 14 juni 2011 17:00 |                  |       |                    | Stadion: City Stadium, Richmond |
| 14 juni 2011 17:00 |                  |       |                    | Stadion: City Stadium, Richmond |
|                    |                  |       |                    |                                 |

|              |                 |       |                  |                                             |
| 14 juni 2011 | Carolina Dynamo | 1 – 3 | Charlotte Eagles | Stadion: Macpherson Stadium, North Carolina |
| 14 juni 2011 |                 |       |                  | Stadion: Macpherson Stadium, North Carolina |
| 14 juni 2011 |                 |       |                  | Stadion: Macpherson Stadium, North Carolina |
| 14 juni 2011 |                 |       |                  | Stadion: Macpherson Stadium, North Carolina |
|              |                 |       |                  |                                             |

|              |                        |       |                       |                                     |
| 14 juni 2011 | Wilmington Hammerheads | 4 – 0 | Central Florida Kraze | Stadion: Legion Stadium, Wilmington |
| 14 juni 2011 |                        |       |                       | Stadion: Legion Stadium, Wilmington |
| 14 juni 2011 |                        |       |                       | Stadion: Legion Stadium, Wilmington |
| 14 juni 2011 |                        |       |                       | Stadion: Legion Stadium, Wilmington |
|              |                        |       |                       |                                     |

|                         |                                      |         |               |                                                                    |
| 14 juni 2011 7:30pm EDT | Orlando City                         | 4 – 0   | ASC New Stars | Stadion: UCF Soccer and Track Stadium, Orlando Toeschouwers: 1.139 |
| 14 juni 2011 7:30pm EDT | Jorsling 27' 77' Molino 42' Chin 60' | Verslag |               | Stadion: UCF Soccer and Track Stadium, Orlando Toeschouwers: 1.139 |
| 14 juni 2011 7:30pm EDT |                                      |         |               | Stadion: UCF Soccer and Track Stadium, Orlando Toeschouwers: 1.139 |
| 14 juni 2011 7:30pm EDT |                                      |         |               | Stadion: UCF Soccer and Track Stadium, Orlando Toeschouwers: 1.139 |
|                         |                                      |         |               |                                                                    |

|              |                    |       |           |                                        |
| 14 juni 2011 | Charleston Battery | 2 – 0 | Regals FC | Stadion: Blackbaud Stadium, Charleston |
| 14 juni 2011 |                    |       |           | Stadion: Blackbaud Stadium, Charleston |
| 14 juni 2011 |                    |       |           | Stadion: Blackbaud Stadium, Charleston |
| 14 juni 2011 |                    |       |           | Stadion: Blackbaud Stadium, Charleston |
|              |                    |       |           |                                        |

|              |                                      |       |               |                                                          |
| 14 juni 2011 | Madison 56ers                        | 4 – 0 | A.A.C. Eagles | Stadion: Breese Stevens Field, Madison Toeschouwers: 702 |
| 14 juni 2011 | Rampa 67' Hohlbein 72' 76' Lysak 81' |       |               | Stadion: Breese Stevens Field, Madison Toeschouwers: 702 |
| 14 juni 2011 |                                      |       |               | Stadion: Breese Stevens Field, Madison Toeschouwers: 702 |
| 14 juni 2011 |                                      |       |               | Stadion: Breese Stevens Field, Madison Toeschouwers: 702 |
|              |                                      |       |               |                                                          |

|              |             |       |                      |                                          |
| 14 juni 2011 | Iowa Menace | 0 – 1 | Chicago Fire Premier | Stadion: Valley Stadium, West Des Moines |
| 14 juni 2011 |             |       |                      | Stadion: Valley Stadium, West Des Moines |
| 14 juni 2011 |             |       |                      | Stadion: Valley Stadium, West Des Moines |
| 14 juni 2011 |             |       |                      | Stadion: Valley Stadium, West Des Moines |
|              |             |       |                      |                                          |

|              |                     |       |               |                                        |
| 14 juni 2011 | Real Colorado Foxes | 5 – 0 | DV8 Defenders | Stadion: Shea Stadium, Highlands Ranch |
| 14 juni 2011 |                     |       |               | Stadion: Shea Stadium, Highlands Ranch |
| 14 juni 2011 |                     |       |               | Stadion: Shea Stadium, Highlands Ranch |
| 14 juni 2011 |                     |       |               | Stadion: Shea Stadium, Highlands Ranch |
|              |                     |       |               |                                        |

|              |                                                                  |                  |                                                         |                                   |
| 14 juni 2011 | Chivas El Paso Patriots                                          | 0 – 0 5 – 6 pen. | Kitsap Pumas                                            | Stadion: Patriot Stadium, El Paso |
| 14 juni 2011 | Verslag                                                          |                  |                                                         | Stadion: Patriot Stadium, El Paso |
| 14 juni 2011 | Strafschoppen                                                    |                  |                                                         | Stadion: Patriot Stadium, El Paso |
| 14 juni 2011 | Cervantes Griego de Anda Samano Morín Tena Landa Briseno unknown |                  | Christner Hyde Mohn Gray Fauske Andre Lee Besagno Burke | Stadion: Patriot Stadium, El Paso |
|              |                                                                  |                  |                                                         |                                   |

|              |                   |       |                         |                                                 |
| 14 juni 2011 | Los Angeles Blues | 3 – 1 | Hollywood United Hitmen | Stadion: Riverside Community College, Riverside |
| 14 juni 2011 |                   |       |                         | Stadion: Riverside Community College, Riverside |
| 14 juni 2011 |                   |       |                         | Stadion: Riverside Community College, Riverside |
| 14 juni 2011 |                   |       |                         | Stadion: Riverside Community College, Riverside |
|              |                   |       |                         |                                                 |

|              |                       |       |             |                                   |
| 14 juni 2011 | Ventura County Fusion | 3 – 1 | Doxa Italia | Stadion: Ventura College, Ventura |
| 14 juni 2011 |                       |       |             | Stadion: Ventura College, Ventura |
| 14 juni 2011 |                       |       |             | Stadion: Ventura College, Ventura |
| 14 juni 2011 |                       |       |             | Stadion: Ventura College, Ventura |
|              |                       |       |             |                                   |

### Tweede ronde
|                    |                                                    |                                  |                                                                    |                                 |
| 21 juni 2011 19:30 | FC New York                                        | 0 - 0 (na verlenging) 6 – 5 pen. | NY Pancyprian-Freedoms                                             | Stadion: Belson Stadium, Queens |
| 21 juni 2011 19:30 |                                                    |                                  |                                                                    | Stadion: Belson Stadium, Queens |
| 21 juni 2011 19:30 | Strafschoppen                                      |                                  |                                                                    | Stadion: Belson Stadium, Queens |
| 21 juni 2011 19:30 | Cole Arteaga Snelgrove Morrison Terra Aquino Smith |                                  | Dimitrov Koutsounadis Simos Zisimatos Halkidis Damiani Julio Cesar | Stadion: Belson Stadium, Queens |
|                    |                                                    |                                  |                                                                    |                                 |

|                    |                           |                     |                  |                                             |
| 21 juni 2011 19:00 | Harrisburg City Islanders | 0 - 1               | Rochester Rhinos | Stadion: Skyline Sports Complex, Harrisburg |
| 21 juni 2011 19:00 |                           | Donatelli 88' (pen) |                  | Stadion: Skyline Sports Complex, Harrisburg |
| 21 juni 2011 19:00 |                           |                     |                  | Stadion: Skyline Sports Complex, Harrisburg |
| 21 juni 2011 19:00 |                           |                     |                  | Stadion: Skyline Sports Complex, Harrisburg |
|                    |                           |                     |                  |                                             |

|                    |                                |       |                        |                                 |
| 21 juni 2011 19:00 | Richmond Kickers               | 4 - 1 | Pittsburgh Riverhounds | Stadion: City Stadium, Richmond |
| 21 juni 2011 19:00 | Bulow 17' 41' Delicâte 52' 81' |       | Severs 30'             | Stadion: City Stadium, Richmond |
| 21 juni 2011 19:00 |                                |       |                        | Stadion: City Stadium, Richmond |
| 21 juni 2011 19:00 |                                |       |                        | Stadion: City Stadium, Richmond |
|                    |                                |       |                        |                                 |

|                    |                                      |                       |                      |                                     |
| 21 juni 2011 19:00 | Wilmington Hammerheads               | 3 - 2 (na verlenging) | Charlotte Eagles     | Stadion: Legion Stadium, Wilmington |
| 21 juni 2011 19:00 | Budnyi 63' Banks 78' Mulholland 103' |                       | Roberts 44' Toby 54' | Stadion: Legion Stadium, Wilmington |
| 21 juni 2011 19:00 |                                      |                       |                      | Stadion: Legion Stadium, Wilmington |
| 21 juni 2011 19:00 |                                      |                       |                      | Stadion: Legion Stadium, Wilmington |
|                    |                                      |                       |                      |                                     |

|                    |                    |               |              |                                        |
| 21 juni 2011 19:00 | Charleston Battery | 0 - 1         | Orlando City | Stadion: Blackbaud Stadium, Charleston |
| 21 juni 2011 19:00 |                    | Valentino 39' |              | Stadion: Blackbaud Stadium, Charleston |
| 21 juni 2011 19:00 |                    |               |              | Stadion: Blackbaud Stadium, Charleston |
| 21 juni 2011 19:00 |                    |               |              | Stadion: Blackbaud Stadium, Charleston |
|                    |                    |               |              |                                        |

|                    |               |            |                      |                                        |
| 21 juni 2011 19:00 | Madison 56ers | uitgesteld | Chicago Fire Premier | Stadion: Breese Stevens Field, Madison |
| 21 juni 2011 19:00 |               |            |                      | Stadion: Breese Stevens Field, Madison |
| 21 juni 2011 19:00 |               |            |                      | Stadion: Breese Stevens Field, Madison |
| 21 juni 2011 19:00 |               |            |                      | Stadion: Breese Stevens Field, Madison |
|                    |               |            |                      |                                        |

|                    |                              |       |                     |                                                |
| 21 juni 2011 19:00 | Kitsap Pumas                 | 3 - 1 | Real Colorado Foxes | Stadion: Bremerton Memorial Stadium, Bremerton |
| 21 juni 2011 19:00 | Hepple 17' Christner 43' 88' |       | Mohn 17' (e.d.)     | Stadion: Bremerton Memorial Stadium, Bremerton |
| 21 juni 2011 19:00 |                              |       |                     | Stadion: Bremerton Memorial Stadium, Bremerton |
| 21 juni 2011 19:00 |                              |       |                     | Stadion: Bremerton Memorial Stadium, Bremerton |
|                    |                              |       |                     |                                                |

|                    |                       |           |                   |                                   |
| 21 juni 2011 19:00 | Ventura County Fusion | 0 - 1     | Los Angeles Blues | Stadion: Ventura College, Ventura |
| 21 juni 2011 19:00 |                       | Sesay 45' |                   | Stadion: Ventura College, Ventura |
| 21 juni 2011 19:00 |                       |           |                   | Stadion: Ventura College, Ventura |
| 21 juni 2011 19:00 |                       |           |                   | Stadion: Ventura College, Ventura |
|                    |                       |           |                   |                                   |

### Derde ronde
|                        |                   |       |             |                                   |
| 28 juni 2011 20:00 EDT | Red Bull New York | 2 – 1 | FC New York | Stadion: Red Bull Arena, Harrison |
| 28 juni 2011 20:00 EDT |                   |       |             | Stadion: Red Bull Arena, Harrison |
| 28 juni 2011 20:00 EDT |                   |       |             | Stadion: Red Bull Arena, Harrison |
| 28 juni 2011 20:00 EDT |                   |       |             | Stadion: Red Bull Arena, Harrison |
|                        |                   |       |             |                                   |

|                        |                  |       |              |                                      |
| 28 juni 2011 19:35 EDT | Rochester Rhinos | 0 – 1 | Chicago Fire | Stadion: Sahlen's Stadium, Rochester |
| 28 juni 2011 19:35 EDT |                  |       |              | Stadion: Sahlen's Stadium, Rochester |
| 28 juni 2011 19:35 EDT |                  |       |              | Stadion: Sahlen's Stadium, Rochester |
| 28 juni 2011 19:35 EDT |                  |       |              | Stadion: Sahlen's Stadium, Rochester |
|                        |                  |       |              |                                      |

|                        |               |       |         |                                          |
| 28 juni 2011 19:30 EDT | Columbus Crew | 1 – 2 | Kickers | Stadion: Columbus Crew Stadium, Columbus |
| 28 juni 2011 19:30 EDT |               |       |         | Stadion: Columbus Crew Stadium, Columbus |
| 28 juni 2011 19:30 EDT |               |       |         | Stadion: Columbus Crew Stadium, Columbus |
| 28 juni 2011 19:30 EDT |               |       |         | Stadion: Columbus Crew Stadium, Columbus |
|                        |               |       |         |                                          |

|                        |                |       |             |                                   |
| 28 juni 2011 19:00 MDT | Real Salt Lake | 2 – 0 | Hammerheads | Stadion: Rio Tinto Stadium, Sandy |
| 28 juni 2011 19:00 MDT |                |       |             | Stadion: Rio Tinto Stadium, Sandy |
| 28 juni 2011 19:00 MDT |                |       |             | Stadion: Rio Tinto Stadium, Sandy |
| 28 juni 2011 19:00 MDT |                |       |             | Stadion: Rio Tinto Stadium, Sandy |
|                        |                |       |             |                                   |

|                        |           |       |              |                                 |
| 28 juni 2011 20:00 CDT | FC Dallas | 3 – 2 | Orlando City | Stadion: Pizza Hut Park, Frisco |
| 28 juni 2011 20:00 CDT |           |       |              | Stadion: Pizza Hut Park, Frisco |
| 28 juni 2011 20:00 CDT |           |       |              | Stadion: Pizza Hut Park, Frisco |
| 28 juni 2011 20:00 CDT |           |       |              | Stadion: Pizza Hut Park, Frisco |
|                        |           |       |              |                                 |

|                        |                      |       |          |                                                |
| 28 juni 2011 19:30 CDT | Sporting Kansas City | 3 – 0 | Fire PDL | Stadion: Livestrong Sporting Park, Kansas City |
| 28 juni 2011 19:30 CDT |                      |       |          | Stadion: Livestrong Sporting Park, Kansas City |
| 28 juni 2011 19:30 CDT |                      |       |          | Stadion: Livestrong Sporting Park, Kansas City |
| 28 juni 2011 19:30 CDT |                      |       |          | Stadion: Livestrong Sporting Park, Kansas City |
|                        |                      |       |          |                                                |

|                        |                    |       |       |                                   |
| 28 juni 2011 19:30 PDT | Los Angeles Galaxy | 2 – 1 | Blues | Stadion: Titan Stadium, Fullerton |
| 28 juni 2011 19:30 PDT |                    |       |       | Stadion: Titan Stadium, Fullerton |
| 28 juni 2011 19:30 PDT |                    |       |       | Stadion: Titan Stadium, Fullerton |
| 28 juni 2011 19:30 PDT |                    |       |       | Stadion: Titan Stadium, Fullerton |
|                        |                    |       |       |                                   |

|                        |                     |       |       |                                           |
| 29 juni 2011 19:00 PDT | Seattle Sounders FC | 2 – 1 | Pumas | Stadion: Starfire Sports Complex, Tukwila |
| 29 juni 2011 19:00 PDT |                     |       |       | Stadion: Starfire Sports Complex, Tukwila |
| 29 juni 2011 19:00 PDT |                     |       |       | Stadion: Starfire Sports Complex, Tukwila |
| 29 juni 2011 19:00 PDT |                     |       |       | Stadion: Starfire Sports Complex, Tukwila |
|                        |                     |       |       |                                           |

### Kwartfinales
|                        |                                                                    |       |                    |                                                                  |
| 12 juli 2011 19:30 CDT | Chicago Fire                                                       | 4 – 0 | New York Red Bulls | Stadion: Toyota Park, Bridgeview Scheidsrechter: Hilario Grajeda |
| 12 juli 2011 19:30 CDT | Dominic Oduro 7' Yamith Cuesta 49' Orr Barouch 52' Orr Barouch 69' |       |                    | Stadion: Toyota Park, Bridgeview Scheidsrechter: Hilario Grajeda |
| 12 juli 2011 19:30 CDT |                                                                    |       |                    | Stadion: Toyota Park, Bridgeview Scheidsrechter: Hilario Grajeda |
| 12 juli 2011 19:30 CDT |                                                                    |       |                    | Stadion: Toyota Park, Bridgeview Scheidsrechter: Hilario Grajeda |
|                        |                                                                    |       |                    |                                                                  |

|                        |                      |                                          |                  |                                                                                                  |
| 12 juli 2011 19:30 CDT | Sporting Kansas City | 0 – 2                                    | Richmond Kickers | Stadion: Livestrong Sporting Park, Kansas City Toeschouwers: 4,794 Scheidsrechter: Mark Kadlecik |
| 12 juli 2011 19:30 CDT |                      | 66' Shaka Bangura 87' (pen.) David Bulow |                  | Stadion: Livestrong Sporting Park, Kansas City Toeschouwers: 4,794 Scheidsrechter: Mark Kadlecik |
| 12 juli 2011 19:30 CDT |                      |                                          |                  | Stadion: Livestrong Sporting Park, Kansas City Toeschouwers: 4,794 Scheidsrechter: Mark Kadlecik |
| 12 juli 2011 19:30 CDT |                      |                                          |                  | Stadion: Livestrong Sporting Park, Kansas City Toeschouwers: 4,794 Scheidsrechter: Mark Kadlecik |
|                        |                      |                                          |                  |                                                                                                  |

|                        |                              |       |                |                                                                 |
| 12 juli 2011 20:00 CDT | FC Dallas                    | 2 – 0 | Real Salt Lake | Stadion: Pizza Hut Park, Frisco Scheidsrechter: Michael Kennedy |
| 12 juli 2011 20:00 CDT | Jair Benítez 18' Jackson 54' |       |                | Stadion: Pizza Hut Park, Frisco Scheidsrechter: Michael Kennedy |
| 12 juli 2011 20:00 CDT |                              |       |                | Stadion: Pizza Hut Park, Frisco Scheidsrechter: Michael Kennedy |
| 12 juli 2011 20:00 CDT |                              |       |                | Stadion: Pizza Hut Park, Frisco Scheidsrechter: Michael Kennedy |
|                        |                              |       |                |                                                                 |

|                        |                                                  |       |                    |                                                                                           |
| 13 juli 2011 19:00 PDT | Seattle Sounders FC                              | 3 – 1 | Los Angeles Galaxy | Stadion: Starfire Sports Complex, Tukwila Toeschouwers: 4.322 Scheidsrechter: Kevin Stott |
| 13 juli 2011 19:00 PDT | Nate Jaqua 4' Fredy Montero 25' Lamar Neagle 74' |       | 37' Adam Cristman  | Stadion: Starfire Sports Complex, Tukwila Toeschouwers: 4.322 Scheidsrechter: Kevin Stott |
| 13 juli 2011 19:00 PDT |                                                  |       |                    | Stadion: Starfire Sports Complex, Tukwila Toeschouwers: 4.322 Scheidsrechter: Kevin Stott |
| 13 juli 2011 19:00 PDT |                                                  |       |                    | Stadion: Starfire Sports Complex, Tukwila Toeschouwers: 4.322 Scheidsrechter: Kevin Stott |
|                        |                                                  |       |                    |                                                                                           |

### Halve finales
|                            |                                          |       |                   |                                                                                 |
| 30 augustus 2011 19:30 CDT | Chicago Fire                             | 2 – 1 | Richmond Kickers  | Stadion: Toyota Park, Bridgeview Toeschouwers: 8.909 Scheidsrechter: Jasen Anno |
| 30 augustus 2011 19:30 CDT | Sebastián Grazzini 32' Dominic Oduro 61' |       | 68' Yomby William | Stadion: Toyota Park, Bridgeview Toeschouwers: 8.909 Scheidsrechter: Jasen Anno |
| 30 augustus 2011 19:30 CDT |                                          |       |                   | Stadion: Toyota Park, Bridgeview Toeschouwers: 8.909 Scheidsrechter: Jasen Anno |
| 30 augustus 2011 19:30 CDT |                                          |       |                   | Stadion: Toyota Park, Bridgeview Toeschouwers: 8.909 Scheidsrechter: Jasen Anno |
|                            |                                          |       |                   |                                                                                 |

|                            |                     |       |           |                                                                                               |
| 30 augustus 2011 22:00 PDT | Seattle Sounders FC | 1 – 0 | FC Dallas | Stadion: Starfire Sports Complex, Tukwila Toeschouwers: 4.593 Scheidsrechter: Hilario Grajeda |
| 30 augustus 2011 22:00 PDT | Freddy Montero 40'  |       |           | Stadion: Starfire Sports Complex, Tukwila Toeschouwers: 4.593 Scheidsrechter: Hilario Grajeda |
| 30 augustus 2011 22:00 PDT |                     |       |           | Stadion: Starfire Sports Complex, Tukwila Toeschouwers: 4.593 Scheidsrechter: Hilario Grajeda |
| 30 augustus 2011 22:00 PDT |                     |       |           | Stadion: Starfire Sports Complex, Tukwila Toeschouwers: 4.593 Scheidsrechter: Hilario Grajeda |
|                            |                     |       |           |                                                                                               |

### Finale
|                |                                         |       |              |                                                                                                |
| 4 oktober 2011 | Seattle Sounders FC                     | 2 – 0 | Chicago Fire | Stadion: CenturyLink Field, Seattle, Washington Toeschouwers: 35.615 Scheidsrechter: Alex Prus |
| 4 oktober 2011 | Freddy Montero 77' Osvaldo Alonso 90+6' |       |              | Stadion: CenturyLink Field, Seattle, Washington Toeschouwers: 35.615 Scheidsrechter: Alex Prus |
| 4 oktober 2011 |                                         |       |              | Stadion: CenturyLink Field, Seattle, Washington Toeschouwers: 35.615 Scheidsrechter: Alex Prus |
| 4 oktober 2011 |                                         |       |              | Stadion: CenturyLink Field, Seattle, Washington Toeschouwers: 35.615 Scheidsrechter: Alex Prus |
|                |                                         |       |              |                                                                                                |